# Melanoblossia braunsi
Melanoblossia braunsi är en spindeldjursart som beskrevs av William Frederick Purcell 1903. Melanoblossia braunsi ingår i släktet Melanoblossia och familjen Melanoblossiidae. Inga underarter finns listade i Catalogue of Life.